# 슈퍼볼 XLV
슈퍼볼 XLV(Super Bowl XLV)는 2011년 2월 7일 텍사스주 알링턴의 카우보이스 스타디움에서 열린 제45회 수퍼볼이다. 아메리칸 풋볼 콘퍼런스의 우승팀 피츠버그 스틸러스와 내셔널 풋볼 콘퍼런스의 우승팀 그린베이 패커스가 붙어 31 - 25로 그린베이 패커스가 피츠버그 스틸러스를 이기고 팀 4번째 우승을 차지했다.